# Lucien Gros
Pour les articles homonymes, voir Gros.
Lucien Alphonse Gros, né le 19 mai 1845 à Wesserling dans le Haut-Rhin et mort le 27 avril 1913 à Poissy, est un peintre français, élève d'Ernest Meissonier.

## Biographie
Ami d'enfance de Charles Meissonier, fils d'Ernest Meissonier, il entre dans l'atelier de son père en 1863.
Il commence par représenter des scènes historiques, puis vers 1880 il va s'inspirer des paysages bretons et se tourner vers le réalisme en peignant la vie quotidienne des travailleurs de la mer.

## Œuvres

### Galerie

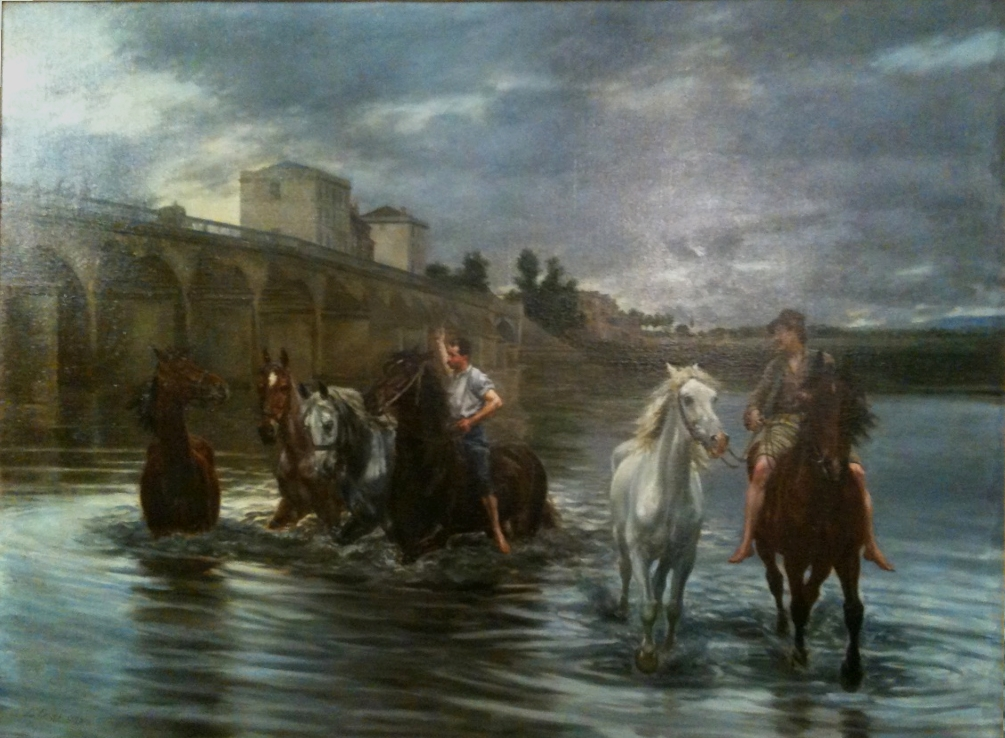
Bain des chevaux sous le pont de Poissy, 1883
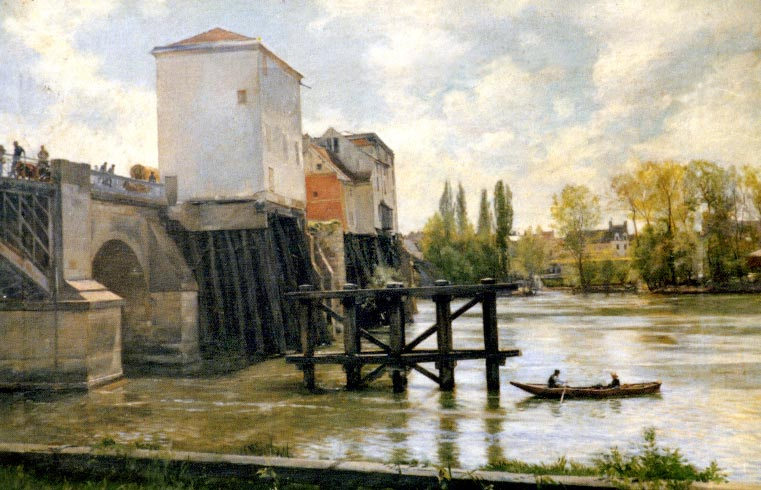
Les moulins du pont de Poissy vu de Carrières-sous-Poissy, collection particulière.
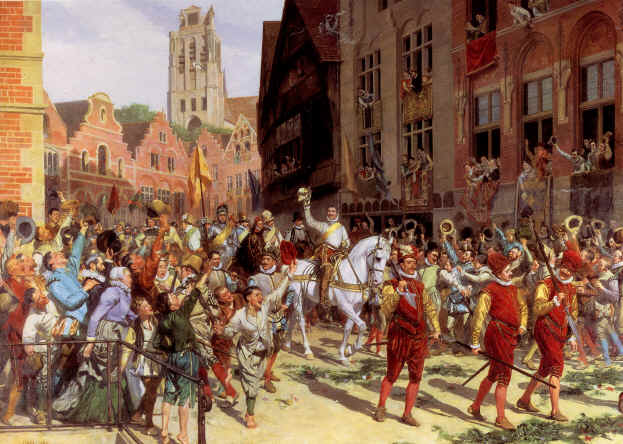
Prince Maurice à Dordrecht, après le siège de Nieuport, 1883. Conservé à la Rijksbureau voor Kunsthistorische Documentatie aux Pays-Bas.

## Salons
Lucien Gros a participé aux salons artistiques suivants :
- Salon de 1865 : L'atelier[3]
- Salon de 1866 : Cavaliers cherchant un gîte[4]
- Salon de 1867 : Halte de cavaliers[5]
- Salon de 1869 : Bords du Golfe Jouan; Halte de cavaliers[6]
- Salon de 1872 : Misères de la guerre[7]
- Salon de 1873 : Deux amis; Portrait d'enfant[8]
- Salon de 1874 : Arquebusier, époque de Louis XIII; Cloître du couvent de Saint-Barthélémy, à Nice;  Pêcheur à la ligne[9]
- Salon de 1875 : Fumeur; Les Importants conspirent contre le cardinal Mazarin;  Maison de paysan, aux environs de Nice[10]
- Salon de 1876 : Une séance de portraits[11]
- Salon de 1878 : Le critique; Le guet-apens[12]
- Salon de 1879 : Le coup de l'étrier[13]
- Salon de 1880 : Pergolèse dans l'atelier de Joseph Vernet[14]
- Salon de 1881 : Deux philosophes; Un gentilhomme[15]
- Salon de 1884 : Maurice de Nassau[16]
- Salon de 1886 : L'abreuvoir de Poissy; La clairière[17]
- Salon de 1887 : Ferme, près de Honfleur; Halte au haut de la côte[18]
- Salon de 1888 : Cavaliers passant une rivière[19]
- Salon de la Société Nationale des Beaux-Arts de 1890 : Après le bain; Chaumière en Bretagne; Le Départ; Promenade à cheval; Vue du pont de Poissy[20]
- Salon de la Société Nationale des Beaux-Arts de 1891 : La cale du passage à Concarneau; La Ruelle de l'Abbaye, à Poissy; Tricoteuses; Un aquarelliste[21]
- Salon de la Société Nationale des Beaux-Arts de 1892 : Au passage à niveau (Poissy); Bretonne gardant ses petits frères; Chemin de Migneau; Gardes Suisses; Portrait de M. D...;  Sur la route de Frégune[22]
- Salon (de Mulhouse) de 1893 : Bretonne gardant ses petits frères; Départ pour l'exil; L'arrivée des barques à Concarneau (aquarelle); Une rue de la ville close à Concarneau (aquarelle)[23]
- Salon de la Société Nationale des Beaux-Arts de 1893 : L'Abreuvoir; La baignade des Chevaux[24]
- Salon de la Société Nationale des Beaux-Arts de 1894 : Un jour de Pardon aux environs de Concarneau (Finistère)[25]
- Salon de la Société Nationale des Beaux-Arts de 1895 : Bretonne et son enfant; Char-à-bancs breton; Dans la grange; Entrée du port des Sables-d'Olonne; L'arrivée des sardiniers; Le bassin des Sables-d'Olonne; Sur la digue par gros temps[26]
- Salon (de Mulhouse) de 1896 : Char-à-bancs breton; La route du pardon (aquarelle); Mendiant breton (aquarelle); Repas au soleil[27]
- Salon de la Société Nationale des Beaux-Arts de 1896 : Autour d'un pardon; Barrière bretonne; Cour de ferme à Beg-Meil; Le cidre nouveau; Une déclaration[28]
- Salon de la Société Nationale des Beaux-Arts de 1897 : La soupe; Le port à Audierne; Sur le quai à Audierne; Une servante bretonne[29]
- Salon de la Société Nationale des Beaux-Arts de 1898 : Bretonne au bord de la mer; Départ pour la pêche; La gavotte au pardon; Repas sur la plage; Vieille maison à Audierne[30]
- Salon (de Mulhouse) de 1899 : Déclaration; Le chemin du marché, aux environs de Pont-Croix (aquarelle); Sur le port, à Audierne;  Une bretonne et son enfant (aquarelle)[31]
- Salon de la Société Nationale des Beaux-Arts de 1899 : Allée de parc; Bretonne à l'église; La lande au bord de la mer; La mère, la grand'mère , et l'enfant (Bretagne); Le pont de la ville close (Concarneau); Paysages aux environs de Poissy; Portrait; Sardinières attendant la barque[32]